# Karl Josef Rößler
Karl Josef Rößler (* 17. März 1878 in Karlsruhe; † 29. Dezember 1969 in Barntrup) war ein deutscher Eisenbahninspektor und Politiker (BCSV, CDU). Von 1948 bis 1952 gehörte er dem Badischen Landtag an.

## Leben und Beruf
Rößler, der als Sohn eines Zugmeisters aufwuchs, besuchte die Gymnasien in Karlsruhe und Bruchsal. Danach war er bei der Eisenbahnverwaltung beschäftigt, bis er 1924 in den Ruhestand trat. Anschließend war er Autor zahlreicher Schriften, insbesondere im historisch-politischen, verkehrspolitischen und biographischen Bereich. Von 1930 bis 1943 war er als freier Mitarbeiter beim Verlag Herder tätig, unter anderem in der Redaktion des "Großen Herder".
Rößler war katholisch und wohnte in Ebnet bei Freiburg.

## Politik
Rößler gehörte zunächst der BCSV an, ehe diese in der CDU aufging. Von 1946 bis 1952 war er Kreisvorsitzender der CDU im Landkreis Freiburg. Ebenfalls 1946 wurde er in die Kreisversammlung und den Kreisausschuss gewählt. Außerdem gehörte er dem Politischen Beirat der CDU beim Staatskommissariat für Politische Säuberung an.
Bei der Landtagswahl 1947 trat Rößler im Wahlkreis Freiburg-Müllheim an, blieb zunächst jedoch erfolglos. Nach dem Ausscheiden von Paul Zürcher durfte er am 12. Mai 1948 für diesen in den Landtag nachrücken. Dort gehörte er dem Geschäftsordnungs- und Rechtspflegeausschuss sowie dem Ausschuss für Gesuche und Beschwerden an. Sein Landtagsmandat endete mit Auflösung des Parlaments zum 30. Mai 1952.

## Schriften (Auswahl)
- Die badische Nationalversammlung 1919 (mit Oskar Gehrig)
- Im Dienst und daheim (Kalender für das christlich organisierte Verkehrspersonal; 1917 bis 1933)
- Der Badische Landtag, Rombach & Co., Freiburg 1948